# Maria Gugging
Maria Gugging est une banlieue de la ville de Klosterneuburg en Autriche.
On y trouvait une clinique psychiatrique fondée en 1889, qui est à présent un centre artistique et un musée connu sous le nom de museum Gugging.
Le centre de recherche Institute of Science and Technology Austria est implanté à Maria Gugging.

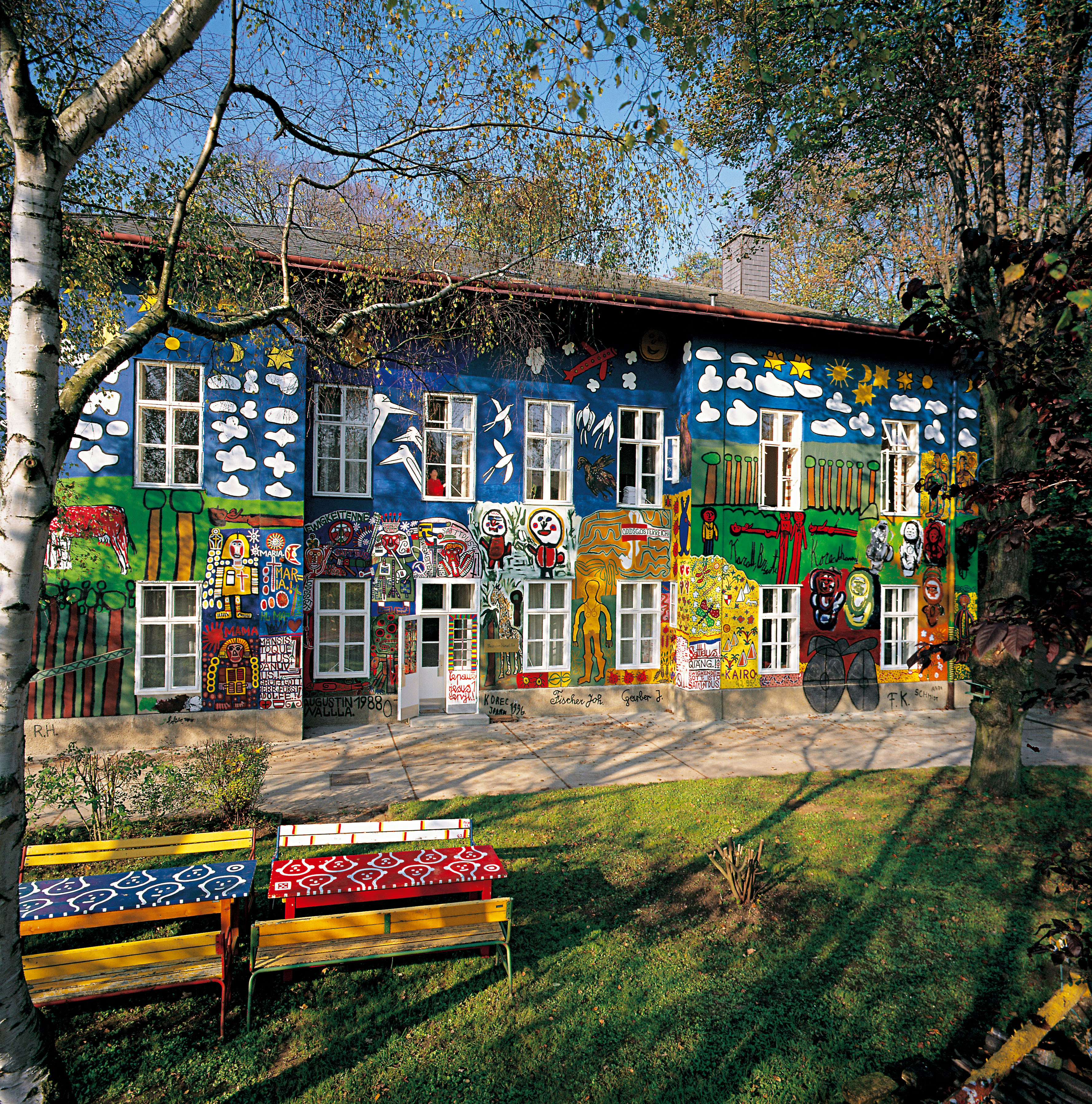
Extérieur du centre artistique Gugging, Haus der Künstler.